# Mohamed Ben Si Ahmed Bencherif

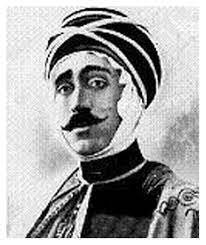

Mohamed Ben Si Ahmed Bencherif, né le 16 février 1879 à Djelfa et mort le 22 mars 1921 à Djelfa, est un officier de l'armée française, romancier et médecin bénévole algérien d'expression française.

## Biographie
Né le 16 février 1879 à Djelfa, chez les Ouled si M’hamed, de la confédération des Ouled Naïl, il est le fils du bachagha Si Ahmed Bencherif, Grand officier de la Légion d'Honneur. Son grand-père, Si Cherif ben el Ahrech (orthographié aussi ben Lahreche), fut un lieutenant de l'émir Abdelkader. Après avoir fait sa soumission au général Bugeaud, il servit ensuite aux côtés des Français et fut tué le 12 octobre 1864 dans un combat contre les insurgés à la tête des goums du général Yussuf,. Son grand-oncle Si Belkacem ben el Ahrech (1830-1892), le frère de Si Cherif, était également militaire dans l'armée française puis bachagha. Il reçut une lettre de félicitations de Mac Mahon pour les services rendus pendant la famine de 1867 et fait commandeur de la Légion d'honneur en 1890,.
Mohamed ben si Ahmed Benchérif suivit les cours du lycée d'Alger. Condisciple en 1897 de l'émir Khaled à l'école militaire de Saint-Cyr (France), il en sort sous-lieutenant en 1899.
Affecté comme officier d'ordonnance du gouverneur général Charles Jonnart, il est lieutenant de spahis en 1905 et caïd des Ouled Si Amed le 4 février 1907. En 1908, il combat avec son goum au Maroc. 
Il accomplit le pèlerinage à La Mecque en 1913.
De retour en Algérie en 1914, lorsque la Première Guerre mondiale éclate, il part pour le front français au sein du Régiment de spahis auxiliaires algériens (RSAA) du colonel du Jonchay. Fait prisonnier à Lille en octobre 1914, il tombe gravement malade en captivité et refuse d'avoir des privilèges par rapport à ses compagnons de captivité à Krefeld. Interné en Suisse après seize mois de captivité, il est rapatrié en mai 1918 et est promu capitaine cette année-là. Il reprend sa place à la tête des Ouled Si Ahmed.
Le typhus se déclarant à Djelfa, il se dévoue inlassablement auprès de ses compatriotes. Lui-même est atteint par la maladie et meurt le 22 mars 1921 à Djelfa.

## Hommages
La revue L'Afrique du Nord illustrée lui rend hommage dans son numéro d'avril 1921  : 
« Avec le capitaine Benchérif disparaît prématurément une des personnalités les plus marquantes de notre monde indigène et un des champions les plus qualifiés de notre civilisation. La France et l'Algérie font en lui une perte irréparable. »
— «  La mort du capitaine Bencherif » dans L'Afrique du Nord illustrée, 30 avril 1921

## Œuvres
- Ahmed ben Mostapha, goumier, Paris, Payot, 1920, 245 p. Roman autobiographique. Les historiens de la culture algérienne s’accordent à considérer la parution de ce roman comme la date de naissance de la littérature algérienne de langue française [7].
- Aux villes saintes de l'Islam, Paris, Hachette, 1919, 252 p